# Василопіта

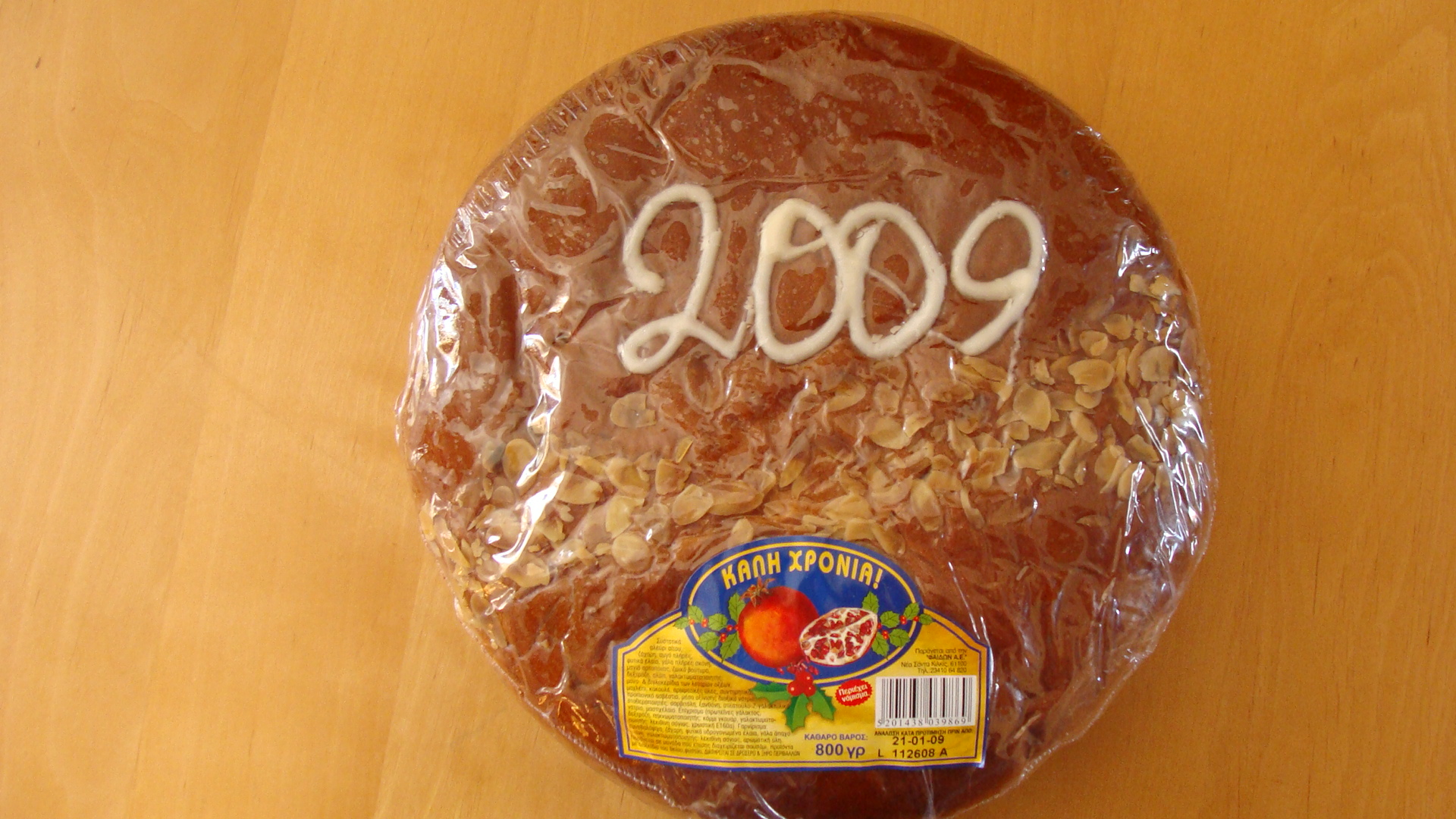

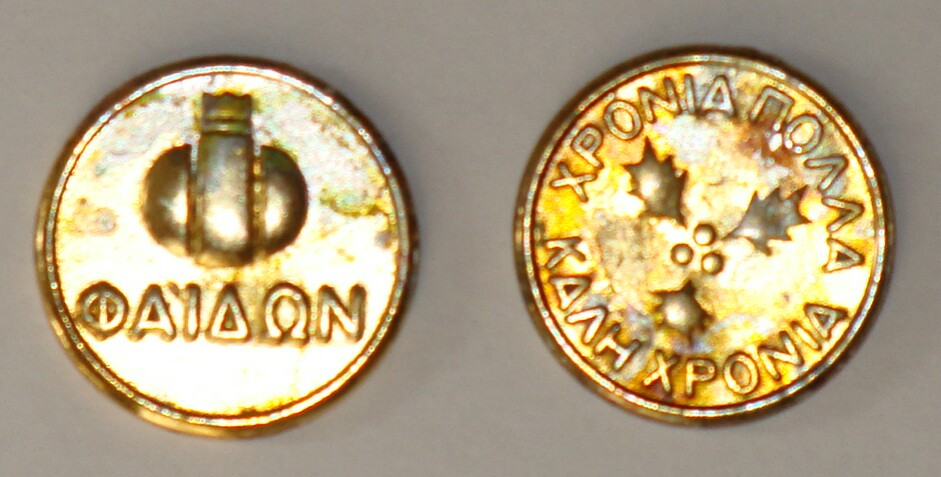
Монетки для василопіти

Васило́піта (грец. Βασιλόπιτα — пиріг Святого Василя) — пиріг, який традиційно випікається греками 1 січня — День Святого Василя за візантійським календарем та за збігом у перший день нового року.
5 лютого 2010 року між 22 та 24 годиною за грецьким часом (збігається з Київським) відбулась вже 7 поспіль віртуальна церемонія розрізання василопіти на спеціальному сайті vasilopita.gr [Архівовано 8 лютого 2010 у Wayback Machine.] на знак єднання греків Греції із усіма філеллінами світу. На участь у церемонії підписалось понад 4100 осіб. Розрізали василопіту заступник міністра закордонних справ Греції Спірос Кувеліс та президент Ради греків зарубіжжя Стефанос Тамвакіс.

## Монетки для василопіти
Пиріг обов'язково запекається із монеткою. Той, хто отримає шматочок із монетою, буде щасливим увесь рік. Як тільки годинник проб'є дванадцять годин, гаситься світло і через хвилину знову запалюється, всі один одного вітають, кажучи Χρόνια πολλά!, що означає Довгих років, а за сучасною традицією також Ευτυχισμένο το νέο έτος — відповідно Щасливого Нового року.
Монетку зазвичай кладуть у гаманець, щоб гроші в ньому ніколи не закінчувалися. Відсутність когось із членів сім'ї при розрізанні василопіти не позбавляє його шансу на успіх. Його шматок заморожують і зберігають до зустрічі.

## Складові
Основними інгредієнтами є борошно, яйця, цукор, але кожна господиня у Греції має свої секрети, які зазвичай не розкриваються. Дехто у василопіту додає навіть гіркі прянощі, апельсинову цедру.
Зверху василопіта посипається цукровою пудрою або покривається глазур'ю. Спільним є те, що при випічці в кожен пиріг обов'язково ховається монетка.